# L'uomo sul tetto
L'uomo sul tetto (Mannen på taket) è un film del 1976 diretto da Bo Widerberg.
Poliziesco svedese tratto da un romanzo di Maj Sjöwall e Per Wahlöö del 1971 (Den vedervärdige mannen från Säffle) della serie del detective Martin Beck.

## Riconoscimenti
Guldbagge - 1977
Miglior film
Miglior attore a Håkan Serner